# Microsoft Office 98 Macintosh Edition
Microsoft Office 98 Macintosh Edition foi apresentado na Macworld Expo em São Francisco, em 6 de janeiro de 1998. Introduziu o navegador Internet Explorer 4.0 e o Outlook Express; Internet; e um cliente de email e leitor de notícias Usenet. O Office 98 foi re-projetado pela Microsoft Macintosh Business Unit para satisfazer o desejo dos clientes para o software mais Mac-like. Ele incluiu a instalação de arrastar e soltar, auto-reparar aplicativos e rápida Thesaurus. Antes de tais recursos, estavam disponíveis em uma versão do Office para Windows. Também foi a primeira versão para apoiar o filme do QuickTime. As aplicações do Microsoft Office 98 foram:
- Microsoft PowerPoint 98
- Microsoft Word 98
- Microsoft Excel 98
- Outlook Express 4.0
- Internet Explorer 4.0

Outra edição rara do Microsoft Office 98 Macintosh Edition foi publicada, com o título Microsoft Office 98 Macintosh Gold Edition. Esta versão inclui tudo o que havia na versão normal, incluindo mais o Microsoft FrontPage versão 1.0 para Macintosh; o Microsoft Bookshelf, software de referência ao 98; e Microsoft Encarta 98 Macintosh Deluxe Edition.